# 萨沃尼耶尔 (曼恩-卢瓦尔省)
萨沃尼耶尔（法語：Savennières，法語發音：[savənjɛʁ] ⓘ）是法国曼恩-卢瓦尔省的一个市镇，位于该省中部，昂热市区南部，属于昂热区。

## 地理
萨沃尼耶尔（47°22'59"N, 0°39'27"W）面积21.01 平方千米，位于法国卢瓦尔河地区大区曼恩-卢瓦尔省，该省份为法国西部内陆省份，大致对应安茹地区，北起顺时针与马耶讷省、萨尔特省、安德尔-卢瓦尔省、维埃纳省、德塞夫勒省、旺代省、大西洋卢瓦尔省和伊勒-维莱讷省接壤。
与萨沃尼耶尔接壤的市镇（或旧市镇、城区）包括：贝于阿尔、布什曼恩、德内、拉波索尼耶尔、卢瓦尔河畔圣乔治、圣马丹迪富尤、圣莱热德利尼耶尔。

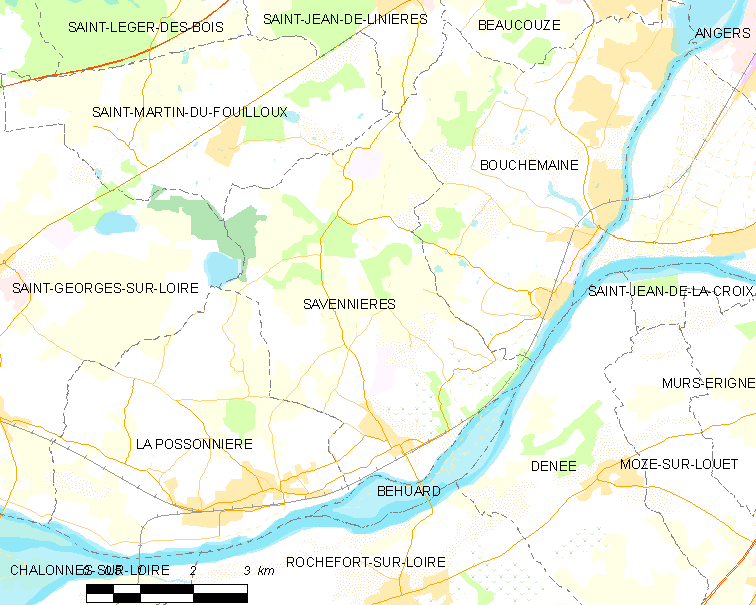
的OSM定位图

萨沃尼耶尔的时区为UTC+01:00、UTC+02:00（夏令时）。

## 行政
萨沃尼耶尔的邮政编码为49170，INSEE市镇编码为49329。

## 政治
萨沃尼耶尔所属的省级选区为昂热第三县。

## 人口

1962-2008年间人口变化图示

萨沃尼耶尔于2022年1月1日时的人口数量为1351人。